# Kontamination (Radioaktivität)

Warnsymbol für Radioaktivität

Als Kontamination (lateinisch contaminatus ‚befleckt‘) bezeichnet man im Strahlenschutz die Verunreinigung von Personen und Umwelt mit radioaktiven Stoffen. Synonym wird gelegentlich physikalisch unpräzise Verstrahlung benutzt; „Verstrahlung“ kann aber auch Strahlenschaden, unabhängig von Kontamination, bedeuten. Üblicherweise resultieren Strahlenschäden jedoch durch längere Exposition mit Alpha- oder Betastrahlern, welche aufgrund der geringen Eindringtiefe nur im oder unmittelbar auf dem Körper wirksam werden können. Gammastrahlung, welche bedeutend höhere Eindringtiefen erreicht, fällt üblicherweise nur „blitzartig“ (z. B. bei Atombomben) in Dosen an, welche akute Symptome auslösen können.
Das Entfernen von Kontaminationen wird als Dekontamination bezeichnet. Es ist das erste Mittel der Wahl nicht für die Heilung bereits eingetretener Schäden, sondern für die Vorbeugung andernfalls noch möglicher zukünftiger Schäden. Die in (fiktiven wie realen) medialen Darstellungen oft zu sehenden Schutzanzüge dienen in allererster Linie der Vermeidung einer Kontamination – nicht zum Schutz zum Beispiel vor Gammastrahlung.

## Verordnungen in Deutschland
Die deutsche Strahlenschutzverordnung regelt den Umgang, den Erwerb und die Verwahrung von radioaktiven Substanzen sowie deren Dosierung und Grenzwerte.

„Zweck dieser Verordnung ist es, zum Schutz des Menschen und der Umwelt vor der schädlichen Wirkung ionisierender Strahlung Grundsätze und Anforderungen für Vorsorge- und Schutzmaßnahmen zu regeln, die bei der Nutzung und Einwirkung radioaktiver Stoffe und ionisierender Strahlung zivilisatorischen und natürlichen Ursprungs Anwendung finden.“

Kriterien in der Atomrechtliche Sicherheitsbeauftragten- und Meldeverordnung (AtSMV) definieren, wann ein meldepflichtiger Störfall vorliegt.

„Meldepflichtig sind Ereignisse, die die in den Anlagen 1 bis 5 aufgeführten Meldekriterien erfüllen.“

Der Punkt 1.3 in den Anlagen 1 bis 5 definiert Grenzwerte für Kontaminationen, welche zur Meldung eines Störfalles verpflichten.

## Feststellung von Kontaminationen
Zur Entdeckung eventueller Kontaminationen gibt es Kontaminationsnachweisgeräte. Kontamination einer Stelle, etwa einer Hautpartie, wird beispielsweise dann angenommen, wenn das Gerät mehr als das Dreifache der in der Umgebung auftretenden Nullrate misst.

## Gefahren
Zum Schutz des Menschen und der Umwelt muss Kontamination unbedingt vermieden werden. Aufgrund der hohen Langlebigkeit mancher Radionuklide, ihrer ionisierenden Strahlung und ggf. Toxizität können radioaktive Substanzen über sehr lange Zeiträume gefährlich sein (Gefährlichkeit von Radioaktivität) und sind deshalb sicher zu lagern (Radioaktiver Abfall).

### Biologische Wirkung
Menschen können potenziell tödlicher Strahlung ausgesetzt sein, sowohl extern als auch intern (Inkorporation durch Verschlucken oder Einatmen). Eine umgehende Dekontamination ist notwendig.
Die biologische Wirkung von intern abgelagerten Radionukliden hängen stark von der Aktivität und der Bioverteilung und Abtragsrate des Radionuklids ab, welche wiederum von ihrer chemischen Form abhängt. Die biologische Wirkung kann auch von der chemischen Toxizität (siehe Plutonium) des zugrundeliegenden Materials abhängen, unabhängig von dessen Radioaktivität. Einige Radionuklide werden in der Regel im ganzen Körper verteilt und können schnell abgebaut werden, wie dies der Fall mit Tritium-Wasser ist. Einige Organe reichern jedoch bestimmte Elemente und deren Radionuklide an, dies kann zu deutlich niedrigeren Abbauraten führen. Zum Beispiel sammelt die Schilddrüse abhängig von der Iodversorgung eine hohe Konzentration von Iod an. Dieser Prozentsatz kann durch eine Iodblockade erheblich reduziert werden. Besonders problematisch sind so genannte „Bone Seeker“ (englisch für „Knochensucher“), welche sich in Knochen ablagern und eine hohe biologische Halbwertszeit haben. Hierzu zählen radioaktive Isotope der Erdalkalimetalle (z. B. Radium & 90Sr) aber auch etliche Actinoide. Das immer wieder in den Medien erwähnte 137Cs ist jedoch als Alkalimetall kaum zur Bioakkumulation in der Lage und damit deutlich weniger bedenklich als andere Radionuklide.

## Ursachen von Kontamination
Radioaktive Kontamination ist in der Regel das Ergebnis einer Leckage oder eines Unfalls während der Herstellung oder Verwendung von Radionukliden (Radioisotope). Eine Kontamination kann von radioaktiven Gasen, Flüssigkeiten oder Partikeln ausgehen. Beispiele:
- Störfälle in Kernkraftwerken (Störfälle in europäischen kerntechnischen Anlagen, Störfälle in deutschen kerntechnischen Anlagen, Unfälle in kerntechnischen Anlagen)
- Kontaminationen sind in der Nuklearmedizin nicht völlig auszuschließen und sollen durch die Verwendung von Kontaminationsmonitoren möglichst frühzeitig festgestellt werden. Der kontaminierte Bereich soll abgegrenzt werden, um eine Verschleppung der radioaktiven Stoffe und damit die Kontamination weiterer Personen und Gegenstände zu vermeiden. Durch geeignete Maßnahmen zur Dekontamination soll die Strahlenexposition für betroffene Personen und insbesondere das Risiko einer Inkorporation der Stoffe minimiert werden. Hilfspersonen und verantwortliche Personen (in Deutschland der Strahlenschutzbeauftragte) sollen hinzugezogen werden.[9] Geeignete Maßnahmen zur Vermeidung einer Kontamination sind das Verwenden von Schutzkleidung (zum Beispiel Arztkittel), Einmalhandschuhen und Überschuhen. Direkter Kontakt mit Ausscheidungen (Blut, Urin, Kot, Schweiß, Speichel, Erbrochenes) von Patienten nach nuklearmedizinischer Untersuchung und insbesondere nuklearmedizinischer Therapie ist zu vermeiden.[10]
- Nuklearer Fallout ist die Verteilung von radioaktiven Stoffen durch eine nukleare Explosion (z. B. Atombombenabwürfe auf Hiroshima und Nagasaki, Kernwaffentests)
- Kontamination von Wasser oder Luft bei der Wiederaufbereitung von Kernbrennstoff
- Natürlich vorkommende Radionuklide wie Radon können sich unter Umständen lokal ansammeln und dann zu einer Kontamination führen.

Großflächige Kontaminationen können einen radiologischen Notfall darstellen.
- Einige Pflanzen und Tiere reichern – so sie in der Umgebung vorhanden sind – natürliche Radionuklide wie Radium an. Paranüsse sind hierfür besonders bekannt,[11] jedoch ist in den allermeisten Fällen nicht von einer Belastung auszugehen, die die Werte normaler Hintergrundstrahlung deutlich übersteigt.[12]

## Dekontamination
Je nach Form der radioaktiven Kontamination und der beteiligten Stoffe kann diese mehr oder weniger vollständig behoben werden. Ob eine Flächenkontamination eines Gebäudes oder Gerätes durch fachgerechtes Abwaschen oder erst durch Abtragung und Abtransport beseitigt werden kann, hängt davon ab, ob sich die radioaktiven Stoffe an Oberflächen wie Wänden und Böden sammeln oder etwa ins Erdreich eindringen. Gasförmigen Kontaminationen, etwa durch Radon, kann durch Lüften begegnet werden, wobei sich die Frage nach der Quelle der Gase oder Aerosole stellt. Eine weitere Möglichkeit ist die zeitliche Lagerung, bis die Dosisleistung auf akzeptable Werte gesunken ist. In jedem Fall sind die Regeln des Strahlenschutzes zu beachten.
Bei äußerlich kontaminierten Personen wird zuerst versucht, die Kontamination durch Ablegen von Kleidungsstücken vom Körper zu trennen.
Nach Ingestion (Verschlucken) oder Inhalation (Einatmen) von radioaktivem Material muss der Körper dabei unterstützt werden, diese Stoffe wieder auszuscheiden. Zum Beispiel wird bei Cäsiumvergiftungen Berliner Blau verabreicht. Bei Schwermetallen können auch Chelatbildner verabreicht werden.